# Abdulwahab Darawshe
Abdulwahab Darawshe (arabe : عبد الوهاب دراوشة ; hébreu : עבד-אלוהאב דראושה), né le 12 octobre 1943 à Iksal (en) (Palestine mandataire), est un ancien homme politique arabe israélien, membre de l'Alignement puis du Parti démocratique arabe. Il est député à la Knesset de 1984 à 1999.

## Biographie
Darawshe termine ses études secondaires à Nazareth puis ressort diplômé en éducation et en histoire de l'université de Haïfa. Il travaille ensuite comme professeur, directeur d'école et responsable national pour le Ministère de l'Éducation (en). Il est membre du conseil du comité central de l'Union des professeurs ainsi que du conseil de l'Institut pour la coexistence judéo-arabe. Il préside l'Association arabe pour l'éducation et les bourses à Nazareth.
Darawshe est élu à la Knesset sur la liste de l'Alignement en 1984. Le 15 février 1988, il quitte cette alliance et crée son propre groupe parlementaire, nommé Parti démocratique arabe le 7 mars.
Son nouveau parti recueille 1,2 % des votes aux élections législatives de 1988, atteignant de justesse le seuil de 1 % et obtenant un seul siège à la Knesset, confié à Darawshe. En 1992, le Parti démocratique arabe obtient deux sièges, dont un conservé par Darawshe. Durant son troisième mandat de député, Darawshe préside le sous-comité pour l'éducation arabe et le sous-comité pour l'avancée du statut des femmes arabes.
Aux élections de 1996, le parti de Darawshe présente une liste commune avec la Liste arabe unie qui remporte quatre sièges. Darawshe préside le groupe parlementaire de l'alliance. Il perd son siège aux élections de 1999. Aux élections de 2009, il est placé 119e sur la liste de la Liste arabe unie-Ta'al.